# Inmigración española en Argelia
La inmigración española en Argelia tuvo su auge a partir de la segunda mitad del siglo XIX, en época de la Argelia francesa, hasta el fin de la guerra civil española, con la llegada de exiliados.
En la actualidad hay 1.149 españoles residentes en Argelia (2023).

## Historia

### Plazas españolas de Orán y Mazalquivir y cautivos españoles en Argel
La presencia española en el país norteafricano se remonta al siglo XV, época de las plazas fuertes del imperio español, con la ocupación de varias plazas costeras. Destacan los más de dos siglos de ciudad de Orán y villa de Mazalquivir españolas. Además, a comienzos del siglo XVII se produjo la expulsión de los moriscos, tras la cual muchos se asentaron en Regencia de Argel.
Los negocios de la esclavitud y piratería en Argel fueron la causa de la presencia en esta ciudad de cautivos españoles y enviados diplomáticos, principalmente religiosos (Orden Trinitaria y Orden de la Merced), para negociar las condiciones de rescate. Esta penosa situación finalizó años después del canje general de 1768.

### SigloXIX
La inestabilidad política que caracterizó el último tercio del siglo XIX y la crisis agraria llevaron a emigrar a la Argelia francesa a emigrantes españoles, que eran en su mayoría de origen andaluz y levantino, particularmente de las provincias de Almería, Alicante y Valencia. En la provincia de Orán predominaban los alicantinos, debido a la proximidad geográfica. En principio la inmigración española era de tipo temporal, pero progresivamente, con la obtención de contratos, muchos trabajadores se establecieron de manera permanente e incluso trajeron a sus familias. Los inmigrantes españoles se dedicaron a las labores del campo y la construcción, si bien, con el paso del tiempo fueron sustituidos por marroquíes, a medida en que la comunidad española se afrancesaba. La matanza de Saida de 1881 provocó el retorno de una parte significativa de los emigrantes españoles a España. Sin embargo, la llegada a Argelia de emigrantes españoles continuó debido a las mejores condiciones económicas durante el bum del esparto, y proximidad a la península. Según el censo de 1896, de los alrededor de 300.000 europeos asentados en Orán, unos 100.000 eran españoles y otros 100.000, españoles nacionalizados franceses. 

### SigloXX
En los años 1930, del conjunto del medio millón de europeos nacidos en Argelia, aproximadamente el 40% era de origen español, y rebasaban en muchas ciudades a las comunidades francesa e italiana. De hecho, durante el siglo XIX, la lengua castellana era el idioma predominante en el occidente argelino, donde también eran notorias las distintas variedades del catalán habladas en la Comunidad Valenciana y el archipiélago balear. En Orán llegaron a publicarse periódicos y revistas en español y las compañías de teatro españolas solían incluirla en sus itinerarios.
Tras la guerra civil española también se asentaron en la Argelia francesa, de manera voluntaria o debido al traslado desde los campos de concentración franceses, un notable número de exiliados republicanos. Mientras que algunos permanecieron en Argelia, la mayor parte marchó a otros países.